# Dictyodendrilla dendyi
Dictyodendrilla dendyi är en svampdjursart som beskrevs av Patricia R. Bergquist 1996. Dictyodendrilla dendyi ingår i släktet Dictyodendrilla och familjen Dictyodendrillidae.
Artens utbredningsområde är havet kring Nya Zeeland. Inga underarter finns listade i Catalogue of Life.